# St. Rostislav (Znojmo)

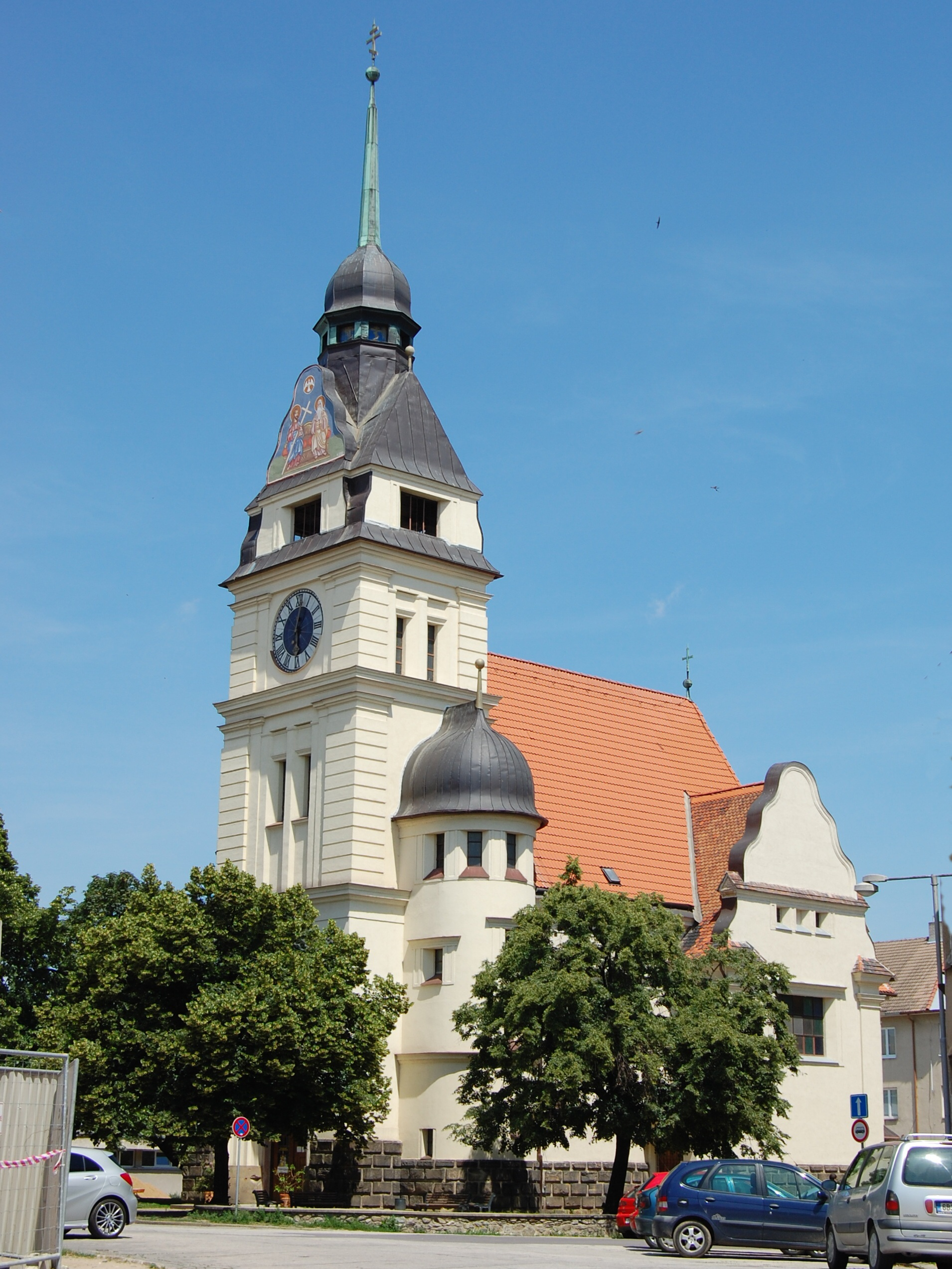
Evangelische Kirche in Znaim

Die Kirche St. Rostislav (tschechisch: Chrám svatého Rostislava) ist eine ehemalige protestantische Kirche in Znojmo (deutsch: Znaim) in Tschechien. Sie dient heute  der Tschechisch-Slowakisch-Orthodoxen Kirche als Gotteshaus.

## Geschichte
Um 1550 hatte sich in Znaim das Luthertum durchgesetzt, und 1556 hatte die St.-Nikolaus-Kirche einen evangelischen Pastor. Die 1570 einsetzende Gegenreformation bedeutete zunächst das Ende des Protestantismus. Erst 1855 entstand wieder eine evangelische Kirchengemeinde, die seit 1861 als Filialgemeinde von Brünn und seit 1877 als selbständige Gemeinde zur Evangelischen Superintendentur A. B. Mähren und Schlesien gehörte. Die Kirche wurde 1910/11 nach Plänen des Wiener Architekten Ludwig Faigl in klassischen Formen des Späthistorismus erbaut und 1912 eingeweiht.
Von 1938 bis 1945 wurde die Kirche von der Deutschen Evangelischen Kirche in Böhmen, Mähren und Schlesien genutzt. Nach dem Zweiten Weltkrieg kam die Kirche zunächst wieder an die Evangelische Kirche der Böhmischen Brüder und 1995 als dem St. Rostislav geweihte Kirche an die Tschechisch-Slowakisch-Orthodoxe Kirche.